# Arnaldo Santos
Arnaldo Santos (Ingombota, Luanda, 14 de marzo de 1935) es un escritor angoleño.
Fue uno de los integrantes del Grupo de Cultura en la década de 1950. Entre 1959 y 1960 vivió en Portugal, donde recibió la influencia de Amílcar Cabral, Castro Soromenho, Mário Pinto de Andrade y de otros autores marxistas . Trabajó para la revista Novembro y para Jornal de Angola. Colaboró también con las revistas Cultura, ABC y Mensagem (revista de la Casa dos Estudantes do Império). Publicó poesías en el diario O Brado Africano. Su primer libro fue la compilación de poesías Fuga, en el año 1965. Estrenó la ficción con el libro de cuentos Quinaxixe. La consagración le llegaría el 1968 con las crónicas reunidas en Tempo de Munhungo, obra ganadora del Premio Mota Veiga.
Después de la independencia de Angola fue nombrado director del Instituto Nacional do Livro e do Disco y del Instituto Angolano do Cine. Fue uno de los fundadores de la União dos Escritores Angolanos.

## Obras

### Poesía
- Fuga (1960)
- Poemas no Tempo (1977)
- Nueva Memória da Tierra e dos Homens (1987)

### Cuentos y novelas
- Quinaxixe (1965)
- Prosas (1977)
- Kinaxixe e Outras Prosas
- Na Mbanza do Miranda (1985)
- Cesto de Katandu e outros contos (1986)
- A Boneca de Quilengues (1991)

### Crónicas
- Tempo do Munhungo (1968)

### Narración
- A Casa Velha das Margens (1999)[3]